# Грб Тверске области
Грб Тверске области је званични симбол једног од субјеката Руске федерације са статусом области — Тверске области. Грб је званично усвојен 28. новембра 1996. године.

## Опис грба
Хералдички опис грба Тверске области гласи:
На тамно црвеној позадини златна стопа са два степеника на којој се налази кнежевска тронска столица у истој боји, без наслона за руке са високим наслоном за леђа. Седиште на зеленој столици украшава зелени јастук са златним ресама на којој се налази Шапка Мономаха.